# Gisela Fackeldey
Gisela Eva Fackeldey (* 13. November 1920 in Rodenkirchen; † 21. Oktober 1986 in Berlin) war eine deutsche Schauspielerin.

## Leben
Gisela Fackeldey war die Tochter von Richard und Grete Fackeldey, welche maßgeblich an der Gründung und Führung des Unternehmens Opekta beteiligt waren. Fackeldey war häufiger in Opekta-Radio-Werbespots zu hören und später auch in Werbefilmen der Opekta zu sehen.
Gisela Fackeldey hatte zwei Geschwister, die Zwillingsschwester Margret van Munster (Schauspielerin, Lindenstraße, Köln) und Ilse Fackeldey (Ärztin, München).
Fackeldey begann 18-jährig eine Schauspielausbildung in München und erhielt ihr erstes Engagement 1939 in Prag. Kurz vor Kriegsende kam sie wieder nach München und trat in den folgenden Jahren am Bayerischen Staatsschauspiel, am Volkstheater und an der Schaubude auf.
Gleichzeitig begann sie eine Filmkarriere und war in der ersten Hälfte der 50er Jahre mehrmals Hauptdarstellerin in Heimatfilmen. Seit 1955 konzentrierte sie sich auf ihre Theaterlaufbahn und trat unter anderem am Schillertheater in Berlin auf. Sie war auch in Fernsehserien wie Stahlnetz zu sehen. Rainer Werner Fassbinder gab ihr bedeutende Rollen in seinen Filmen Die bitteren Tränen der Petra von Kant und Martha. 
Gisela Fackeldey starb 1986 im Alter von 65 Jahren in Berlin. Ihr Grab befindet sich auf dem Friedhof Zehlendorf.

## Filmografie
- 1949: Tragödie einer Leidenschaft
- 1949: Wer bist du, den ich liebe?
- 1950: Alles für die Firma
- 1950: Küssen ist keine Sünd
- 1951: Begierde
- 1951: Die Martinsklause
- 1953: Wetterleuchten am Dachstein
- 1953: Bezauberndes Fräulein
- 1953: Liebeserwachen
- 1954: Wenn ich einmal der Herrgott wär
- 1954: Mannequins für Rio
- 1955: Kopf in der Schlinge
- 1958: Stefanie
- 1960: … und noch frech dazu!
- 1962: Stahlnetz: In jeder Stadt … (Fernsehserie)
- 1962: Jedermannstraße 11 (Fernsehserie)
- 1963: Es war mir ein Vergnügen
- 1963: Haus der Schönheit
- 1964: Sechs Stunden Angst
- 1965: Ninotschka
- 1965: Gewagtes Spiel – Simili (Fernsehserie)
- 1966: Intercontinental Express – Der Kronzeuge (Fernsehserie)
- 1966: Liselotte von der Pfalz
- 1968: Der Vater und sein Sohn (Fernsehserie)
- 1972: Die bitteren Tränen der Petra von Kant
- 1974: Martha
- 1977: Mulligans Rückkehr
- 1980: St. Pauli-Landungsbrücken (Fernsehserie, eine Folge)
- 1981: Mit Gewissenhaftigkeit und Würde
- 1981: Beate und Mareile
- 1982: Ein Kleid von Dior
- 1981: Vis-a-vis (Regie: Eberhard Weißbarth)
- 1982: Frau Jenny Treibel
- 1983: Der Falke (Banović Strahinja)
- 1986: Ein Heim für Tiere – Angst um Lilli Blue (Fernsehserie)